# Sixième district congressionnel de l'Ohio
Le 6e district congressionnel de l'Ohio est un district représenté par le Républicain Michael Rulli. Rulli a été élu après avoir battu le Démocrate Michael Kripchak lors des élections spéciales du 11 juin 2024, provoquées par la démission du Représentant Républicain sortant le 21 janvier 2024.
Ce district s'étend le long de la partie orientale de l'État, à la frontière de la Virginie-Occidentale et de la Pennsylvanie. Il s'étend de Marietta à travers plusieurs villes industrielles de la rivière Ohio jusqu'à la ville de Youngstown.

## Histoire
Lorsque Bob McEwen a été élu pour la première fois en 1980, le 6e district de l'Ohio comprenait les comtés d'Adams, Brown, Clinton, Fayette, Highland, Pickaway, Pike, Scioto et Ross, ainsi que le Comté de Clermont en dehors de la ville de Loveland, le Harrison township dans le Comté de Vinton et le township suivant du Comté de Warren : Clearcreek, Deerfield, Hamilton, Harlan, Massie, Salem et Wayne. À cette époque, le Washington Post décrivait le 6e district comme « un district républicain à toute épreuve ».
L'Assemblée générale de l'Ohio a redessiné le 6e district à la suite des résultats du recensement américain de 1980. Les limites de 1983 à 1987 comprenaient la totalité des comtés d'Adams, Clinton, Fayette, Highland, Hocking, Jackson, Pike, Ross, Scioto, Vinton et Warren, ainsi que les townships de Waterloo et York dans le comté d'Athens ; Wayne township dans le comté de Clermont ; les townships de Concord, Jasper, Marion, Perry, Union et Wayne dans le comté de Fayette ; et le township de Washington et les villes de Miamisburg et West Carrollton dans le comté de Montgomery.
À partir du 100e Congrès en 1987, des ajustements ont été apportés aux limites par le pouvoir législatif ; la redistribution entre les recensements est inhabituelle dans la politique américaine. Une petite partie du territoire du comté de Montgomery a été détachée, tout comme des parties du comté de Fayette dans le Washington Court House dans le township d'Union et les townships de Jasper et Marion. Une partie du comté de Brown a été ajoutée, ainsi que les townships de Jackson et Eagle. Telles étaient les limites du reste du mandat de McEwen au Congrès.
Le district était en grande partie rural et agricole, sans grandes villes. L'une des principales industries était l'usine de diffusion gazeuse de Portsmouth, à Piketon, du ministère de l'Énergie des États-Unis, qui fabriquait de l'uranium pour les armes nucléaires. Le district était à 97 % blanc avec un revenu médian par ménage de 21 761 $.
En 1992, le district a été considérablement modifié pour tenir compte de la perte par l'Ohio de deux sièges à la Chambre lors du redécoupage. La législature de l'État prévoyait que Clarence Miller du 10e district voisin prendrait sa retraite et combinait ainsi l'extrémité sud de son district (qui comprenait Athènes, Gallipolis et Ironton) avec la majeure partie de la zone précédemment représentée par McEwen. Bien que le district n'inclue pas la ville natale de Miller, Lancaster, Miller a décidé de ne pas prendre sa retraite et a plutôt défié McEwen à la primaire du 6e district en 1992. La campagne a été âpre et McEwen n'a remporté qu'une victoire serrée. En novembre, McEwen a été renversé par le Démocrate Ted Strickland, psychologue pénitentiaire. Strickland lui-même a été battu en 1994 par le Républicain Frank Cremeans, mais a remporté le siège en 1996.
En 2002, le district a été considérablement déplacé vers l'est. Dans le même temps, cela met effectivement fin à la carrière de James Traficant dans le 17e district voisin en plaçant sa ville natale de Pologne dans le 6e. Traficant a choisi de se présenter dans son ancien district et a perdu. Le district comprend actuellement la totalité des comtés de Belmont, Carroll, Columbiana, Gallia, Guernsey, Jackson, Jefferson, Lawrence, Meigs, Monroe, Noble et Washington, ainsi que des parties des comtés d'Athens, Mahoning, Muskingum, Scioto et Tuscarawas.
En 2010, le Républicain Bill Johnson a battu le Démocrate sortant Charlie Wilson (en), rendant le siège aux républicains pour la première fois depuis 1997. À la suite du recensement américain de 2010, les limites du 6e district ont de nouveau été modifiées, l'Ohio perdant deux sièges au Congrès.
Ces dernières années et comme une grande partie du pays charbonnier, le district s’est résolument tourné vers le Parti Républicain aux niveaux local, étatique et national. Après avoir été ex-æquo aux élections présidentielles de 2000, 2004 et 2008, elle a basculé durement vers Donald Trump en 2016 ; Trump l'a emporté avec 69 % des voix contre Hillary Clinton, sa meilleure performance dans l'État ; le district a basculé vers la droite de 30 %, plus que tout autre district du pays. Trump l’a emporté presque aussi facilement sur Joe Biden en 2020, avec 72 % des voix, encore une fois sa meilleure performance dans l’Ohio.

## Historique de vote
| Année | Poste     | Résultats              |
| ----- | --------- | ---------------------- |
| 2000  | Président | Bush 49,0 % - 47,0 %   |
| 2004  | Président | Bush 51,0 % - 49,0 %   |
| 2008  | Président | McCain 50,0 % - 48,0 % |
| 2012  | Président | Romney 55,0 % - 43,0 % |
| 2016  | Président | Trump 69,0 % - 27,0 %  |
| 2020  | Président | Trump 72,0 % - 26,0 %  |

## Liste des Représentants du district
| Membre                          | Parti                 | Années                             | Congrès        | Histoire électorale |
| ------------------------------- | --------------------- | ---------------------------------- | -------------- | --- |
| District établit le 4 mars 1813 |                       |                                    |                | |
| Vacant                          | Vacant                | 4 mars 1813 - 20 avril 1813        | 13e            | Le Représentant-élu John Stark Edwards décède avant le début de son mandat.                                                                                              |
| Reasin Beall (en)               | Républicain-Démocrate | 20 avril 1813 - 7 juin 1814        | 13e            | Élu pour terminer le mandat d'Edwards. Démissionne. |
| Vacant                          | Vacant                | 7 juin 1814 - 11 octobre 1814      | 13e            | |
| David Clendenin (en)            | Républicain-Démocrate | 11 octobre 1814 - 3 mars 1817      | 13e , 14e      | Élu pour terminer le mandat de Beall. Réélu en 1814. Perd sa réélection.                                                                                                 |
| Peter Hitchcock (en)            | Républicain-Démocrate | 4 mars 1817 - 3 mars 1819          | 15e            | Élu en 1816. Perd sa réélection. |
| John Sloane (en)                | Républicain-Démocrate | 4 mars 1819 - 3 mars 1823          | 16e , 17e      | Élu en 1816. Réélu en 1818. Réélu en 1820. Redécoupage vers le 12e district.                                                                                             |
| Duncan McArthur (en)            | Républicain-Démocrate | 4 mars 1823 - 3 mars 1825          | 18e            | Élu en 1822. Perd sa réélection. |
| John Thomson                    | Jacksonien (en)       | 4 mars 1825 - 3 mars 1827          | 19e            | Élu en 1824. Perd sa réélection. |
| William Creighton Jr. (en)      | Anti-Jacksonien       | 4 mars 1827 - ????, 1828           | 20e            | Élu en 1826. Démissionne lorsque nommé à la Cour du District Supérieur de l'Ohio.                                                                                        |
| Vacant                          | Vacant                | ????, 1828 - 19 décembre 1828      | 20e            | |
| Francis Swaine Muhlenberg (en)  | Anti-Jacksonien       | 19 décembre 1828 - 3 mars 1829     | 20e            | Élu pour terminer le mandat de Creighton. N'a pas été réélu pour le prochain mandat.                                                                                     |
| William Creighton Jr. (en)      | Anti-Jacksonien       | 4 mars 1829 - 3 mars 1833          | 21e , 22e      | Élu en 1828. Réélu en 1830. |
| Samuel Finley Vinton (en)       | Anti-Jacksonien       | 4 mars 1833 - 3 mars 1835          | 23e , 24e      | Redécoupage depuis le 7e district et réélu en 1832. Réélu en 1834. |
| Samuel Finley Vinton (en)       | Whig                  | 4 mars 1835 - 3 mars 1837          | 23e , 24e      | Redécoupage depuis le 7e district et réélu en 1832. Réélu en 1834. |
| Calvary Morris (en)             | Whig                  | 4 mars 1837 - 3 mars 1843          | 25e - 27e      | Élu en 1836. Réélu en 1838. Réélu en 1840. |
| Henry St. John (en)             | Démocrate             | 4 mars 1843 - 3 mars 1847          | 28e , 29e      | Élu en 1843. Réélu en 1844. |
| Rodolphus Dickinson (en)        | Démocrate             | 4 mars 1847 - 20 mars 1849         | 30e , 31e      | Élu en 1846. Réélu en 1848. Décès. |
| Vacant                          | Vacant                | 20 mars 1849 - 3 décembre 1849     | 31e            | |
| Amos E. Wood (en)               | Démocrate             | 3 décembre 1849 - 19 novembre 1850 | 31e            | Élu pour terminer le mandat de Dickinson. Décès. |
| Vacant                          | Vacant                | 19 novembre 1850 - 7 janvier 1851  | 31e            | |
| John Bell (en)                  | Whig                  | 7 janvier 1851 - 3 mars 1851       | 31e            | Élu pour terminer le mandat de Wood. |
| Frederick W. Green (en)         | Démocrate             | 4 mars 1851 - 3 mars 1853          | 32e            | Élu en 1850. Redécoupage vers le 9e district. |
| Andrew Ellison (en)             | Démocrate             | 4 mars 1853 - 3 mars 1855          | 33e            | Élu en 1852. |
| Jonas R. Emrie (en)             | Opposition Party (en) | 4 mars 1855 - 3 mars 1857          | 34e            | Élu en 1854. |
| Joseph R. Cockerill (en)        | Démocrate             | 4 mars 1857 - 3 mars 1859          | 35e            | Élu en 1856. |
| William Howard (en)             | Démocrate             | 4 mars 1859 - 3 mars 1861          | 36e            | Élu en 1858. |
| Clinton A. White (en)           | Démocrate             | 4 mars 1861 - 3 mars 1865          | 37e , 38e      | Élu en 1860. Réélu en 1862. |
| Reader W. Clarke (en)           | Républicain           | 4 mars 1865 - 3 mars 1869          | 39e , 40e      | Élu en 1864. Réélu en 1866. |
| John Armstrong Smith (en)       | Républicain           | 4 mars 1869 - 3 mars 1873          | 41e , 42e      | Élu en 1868. Réélu en 1870. |
| Isaac R. Sherwood (en)          | Républicain           | 4 mars 1873 - 3 mars 1875          | 43e            | Élu en 1872. |
| Frank H. Hurd (en)              | Démocrate             | 4 mars 1875 - 3 mars 1877          | 44e            | Élu en 1874. |
| Jacob Dolson Cox                | Républicain           | 4 mars 1877 - 3 mars 1879          | 45e            | Élu en 1876. |
| William D. Hill (en)            | Démocrate             | 4 mars 1879 - 3 mars 1881          | 46e            | Élu en 1878. |
| James M. Ritchie (en)           | Républicain           | 3 mars 1881 - 3 mars 1883          | 47e            | Élu en 1880. |
| William D. Hill (en)            | Démocrate             | 4 mars 1883 - 3 mars 1887          | 48e , 49e      | Élu en 1882. Réélu en 1884. |
| Melvin M. Boothman (en)         | Républicain           | 4 mars 1887 - 3 mars 1891          | 50e , 51e      | Élu en 1886. Réélu en 1888. |
| Dennis D. Donovan (en)          | Démocrate             | 4 mars 1891 - 3 mars 1893          | 52e            | Élu en 1890. Redécoupage vers le 5e district. |
| George W. Hulick (en)           | Républicain           | 4 mars 1893 - 3 mars 1897          | 53e , 54e      | Élu en 1892. Réélu en 1894. |
| Seth W. Brown (en)              | Républicain           | 4 mars 1897 - 3 mars 1901          | 55e , 56e      | Élu en 1896. Réélu en 1898. |
| Charles Q. Hildebrant (en)      | Républicain           | 4 mars 1901 - 3 mars 1905          | 57e , 58e      | Élu en 1900. Réélu en 1902. |
| Thomas E. Scorggy (en)          | Républicain           | 4 mars 1905 - 3 mars 1907          | 59e            | Élu en 1904. |
| Matthew Denver (en)             | Démocrate             | 4 mars 1907 - 3 mars 1913          | 60e - 62e      | Élu en 1906. Réélu en 1908. Réélu en 1910. |
| Simeon D. Fess (en)             | Républicain           | 4 mars 1913 - 3 mars 1915          | 63e            | Élu en 1912. Redécoupage vers le 7e district. |
| Charles Cyrus Kearns (en)       | Républicain           | 4 mars 1915 - 3 mars 1931          | 64e - 71e      | Élu en 1914. Réélu en 1916. Réélu en 1918. Réélu en 1920. Réélu en 1922. Réélu en 1924. Réélu en 1926. Réélu en 1928. Perd sa réélection.                                |
| James G. Polk (en)              | Démocrate             | 3 mars 1931 - 3 janvier 1941       | 72e - 76e      | Élu en 1930. Réélu en 1932. Réélu en 1934. Réélu en 1936. Réélu en 1938. Retrait.                                                                                        |
| Jacob E. Davis (en)             | Démocrate             | 3 janvier 1941 - 3 janvier 1943    | 77e            | Élu en 1940. Perd sa réélection. |
| Edward Oscar McCowen (en)       | Républicain           | 3 janvier 1943 - 3 janvier 1949    | 78e - 80e      | Élu en 1942. Réélu en 1944. Réélu en 1946. Perd sa réélection. |
| James G. Polk (en)              | Démocrate             | 3 janvier 1949 - 28 avril 1959     | 81e - 86e      | Élu en 1948. Réélu en 1950. Réélu en 1952. Réélu en 1954. Réélu en 1956. Réélu en 1958. Décès.                                                                           |
| Vacant                          | Vacant                | 28 avril 1959 - 8 novembre 1960.   | 86e            | |
| Ward Miller                     | Républicain           | 8 novembre 1960 - 3 janvier 1961   | 86e            | Élu pour terminer le mandat de Polk. N'est pas candidat à sa succession.                                                                                                 |
| Bill Harsha                     | Républicain           | 3 janvier 1961 - 3 janvier 1981    | 87e - 96e      | Élu en 1960. Réélu en 1962. Réélu en 1964. Réélu en 1966. Réélu en 1968. Réélu en 1970. Réélu en 1972. Réélu en 1974. Réélu en 1976. Réélu en 1978. Retrait.             |
| Bob McEwen                      | Républicain           | 3 janvier 1981 - 3 janvier 1993    | 97e - 102e     | Élu en 1980. Réélu en 1982. Réélu en 1984. Réélu en 1986. Réélu en 1988. Réélu en 1990. Perd sa réélection.                                                              |
| Ted Strickland                  | Démocrate             | 3 janvier 1993 - 3 janvier 1995    | 103e           | Élu en 1992. Perd sa réélection. |
| Frank Cremeans (en)             | Républicain           | 3 janvier 1995 - 3 janvier 1997    | 104e           | Élu en 1994. Perd sa réélection. |
| Ted Strickland                  | Démocrate             | 3 janvier 1997 - 3 janvier 2007    | 105e - 109e    | Élu en 1996. Réélu en 1998. Réélu en 2000. Réélu en 2002. Réélu en 2004. Retrait pour devenir Gouverneur de l'Ohio.                                                      |
| Charlie Wilson (en)             | Démocrate             | 3 janvier 2007 - 3 janvier 2011    | 110e , 111e    | Élu en 2006. Réélu en 2008. Perd sa réélection. |
| Bill Johnson                    | Républicain           | 3 janvier 2011 - 21 janvier 2024   | 112e - 118e    | Élu en 2010. Réélu en 2012. Réélu en 2014. Réélu en 2016. Réélu en 2018. Réélu en 2020. Réélu en 2022. Démissionne pour devenir Président la Youngstown State University |
| Vacant                          | Vacant                | 21 janvier 2024 - 25 juin 2024     | 118e - Présent | |
| Michael Rulli                   | Républicain           | 25 juin 2024 - Présent             | 118e - Présent | Élu pour terminer le mandat de Johnson. Réélu en 2024. |

## Résultats des récentes élections
Voici les résultats des dix précédents cycles électoraux dans le district.

## Frontières historiques du district

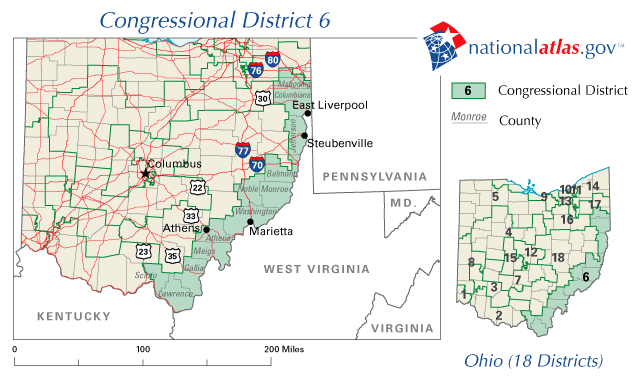
2003 - 2013

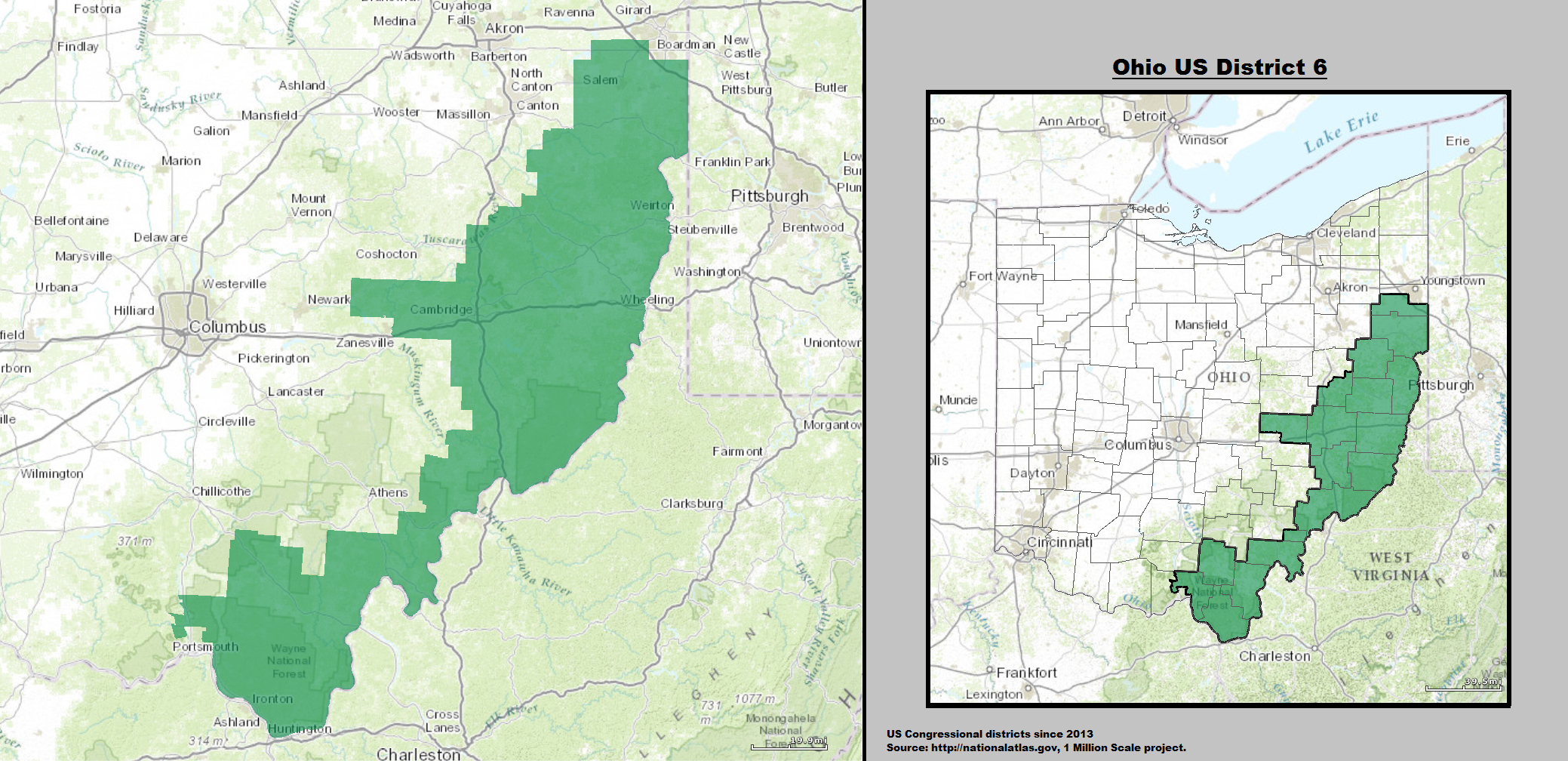
2013 - 2023

### 2004
| Élection de 2004 du 6e district congressionnel de l'Ohio | Élection de 2004 du 6e district congressionnel de l'Ohio | Élection de 2004 du 6e district congressionnel de l'Ohio | Élection de 2004 du 6e district congressionnel de l'Ohio | Élection de 2004 du 6e district congressionnel de l'Ohio |
| -------------------------------------------------------- | -------------------------------------------------------- | -------------------------------------------------------- | -------------------------------------------------------- | -------------------------------------------------------- |
| Parti                                                    | Parti                                                    | Candidat                                                 | Votes                                                    | %                                                        |
|                                                          | Démocrate                                                | Ted Strickland (sortant)                                 | 223 842                                                  | 99,9                                                     |
|                                                          | Indépendant                                              | John Stephen Luchansky (write-in)                        | 145                                                      | 0,1                                                      |
| Total des votes                                          | Total des votes                                          | Total des votes                                          | 223 987                                                  | 100 %                                                    |
|                                                          | Les Démocrates conservent                                |                                                          |                                                          |                                                          |

### 2006
| Élection de 2006 du 6e district congressionnel de l'Ohio | Élection de 2006 du 6e district congressionnel de l'Ohio | Élection de 2006 du 6e district congressionnel de l'Ohio | Élection de 2006 du 6e district congressionnel de l'Ohio | Élection de 2006 du 6e district congressionnel de l'Ohio |
| -------------------------------------------------------- | -------------------------------------------------------- | -------------------------------------------------------- | -------------------------------------------------------- | -------------------------------------------------------- |
| Parti                                                    | Parti                                                    | Candidat                                                 | Votes                                                    | %                                                        |
|                                                          | Démocrate                                                | Charlie Wilson (en)                                      | 135 628                                                  | 62,1                                                     |
|                                                          | Républicain                                              | Chuck Blasdel                                            | 82 848                                                   | 37,9                                                     |
| Total des votes                                          | Total des votes                                          | Total des votes                                          | 218 476                                                  | 100 %                                                    |
|                                                          | Les Démocrates conservent                                |                                                          |                                                          |                                                          |

### 2008
| Élection de 2006 du 6e district congressionnel de l'Ohio | Élection de 2006 du 6e district congressionnel de l'Ohio | Élection de 2006 du 6e district congressionnel de l'Ohio | Élection de 2006 du 6e district congressionnel de l'Ohio | Élection de 2006 du 6e district congressionnel de l'Ohio |
| -------------------------------------------------------- | -------------------------------------------------------- | -------------------------------------------------------- | -------------------------------------------------------- | -------------------------------------------------------- |
| Parti                                                    | Parti                                                    | Candidat                                                 | Votes                                                    | %                                                        |
|                                                          | Démocrate                                                | Charlie Wilson (en) (sortant)                            | 176 330                                                  | 62,3                                                     |
|                                                          | Républicain                                              | Richard D. Stobbs                                        | 92 968                                                   | 32,8                                                     |
|                                                          | Vert                                                     | Dennis Spassak                                           | 13 812                                                   | 4,9                                                      |
| Total des votes                                          | Total des votes                                          | Total des votes                                          | 283 110                                                  | 100 %                                                    |
|                                                          | Les Démocrates conservent                                |                                                          |                                                          |                                                          |

### 2010
| Élection de 2010 du 6e district congressionnel de l'Ohio | Élection de 2010 du 6e district congressionnel de l'Ohio | Élection de 2010 du 6e district congressionnel de l'Ohio | Élection de 2010 du 6e district congressionnel de l'Ohio | Élection de 2010 du 6e district congressionnel de l'Ohio |
| -------------------------------------------------------- | -------------------------------------------------------- | -------------------------------------------------------- | -------------------------------------------------------- | -------------------------------------------------------- |
| Parti                                                    | Parti                                                    | Candidat                                                 | Votes                                                    | %                                                        |
|                                                          | Républicain                                              | Bill Johnson                                             | 103 170                                                  | 50,2                                                     |
|                                                          | Démocrate                                                | Charlie Wilson (en) (sortant)                            | 92 823                                                   | 45,2                                                     |
|                                                          | Libertarien                                              | Martin J. Elsass                                         | 4 505                                                    | 2,2                                                      |
|                                                          | Constitution                                             | Richard E. Cadle                                         | 5 077                                                    | 2,5                                                      |
| Total des votes                                          | Total des votes                                          | Total des votes                                          | 205 575                                                  | 100 %                                                    |
|                                                          | Les Républicains prennent aux Démocrates                 |                                                          |                                                          |                                                          |

### 2012
| Élection de 2012 du 6e district congressionnel de l'Ohio | Élection de 2012 du 6e district congressionnel de l'Ohio | Élection de 2012 du 6e district congressionnel de l'Ohio | Élection de 2012 du 6e district congressionnel de l'Ohio | Élection de 2012 du 6e district congressionnel de l'Ohio |
| -------------------------------------------------------- | -------------------------------------------------------- | -------------------------------------------------------- | -------------------------------------------------------- | -------------------------------------------------------- |
| Parti                                                    | Parti                                                    | Candidat                                                 | Votes                                                    | %                                                        |
|                                                          | Républicain                                              | Bill Johnson (sortant)                                   | 164 536                                                  | 53,3                                                     |
|                                                          | Démocrate                                                | Charlie Wilson (en)                                      | 144 444                                                  | 46,7                                                     |
| Total des votes                                          | Total des votes                                          | Total des votes                                          | 309 980                                                  | 100 %                                                    |
|                                                          | Les Républicains conservent                              |                                                          |                                                          |                                                          |

### 2014
| Élection de 2014 du 6e district congressionnel de l'Ohio | Élection de 2014 du 6e district congressionnel de l'Ohio | Élection de 2014 du 6e district congressionnel de l'Ohio | Élection de 2014 du 6e district congressionnel de l'Ohio | Élection de 2014 du 6e district congressionnel de l'Ohio |
| -------------------------------------------------------- | -------------------------------------------------------- | -------------------------------------------------------- | -------------------------------------------------------- | -------------------------------------------------------- |
| Parti                                                    | Parti                                                    | Candidat                                                 | Votes                                                    | %                                                        |
|                                                          | Républicain                                              | Bill Johnson (sortant)                                   | 111 026                                                  | 58,2                                                     |
|                                                          | Démocrate                                                | Jennifer Garrison                                        | 73 561                                                   | 38,6                                                     |
|                                                          | Vert                                                     | Dennis Lambert                                           | 6 065                                                    | 3,2                                                      |
| Total des votes                                          | Total des votes                                          | Total des votes                                          | 190 652                                                  | 100 %                                                    |
|                                                          | Les Républicains conservent                              |                                                          |                                                          |                                                          |

### 2016
| Élection de 2016 du 6e district congressionnel de l'Ohio | Élection de 2016 du 6e district congressionnel de l'Ohio | Élection de 2016 du 6e district congressionnel de l'Ohio | Élection de 2016 du 6e district congressionnel de l'Ohio | Élection de 2016 du 6e district congressionnel de l'Ohio |
| -------------------------------------------------------- | -------------------------------------------------------- | -------------------------------------------------------- | -------------------------------------------------------- | -------------------------------------------------------- |
| Parti                                                    | Parti                                                    | Candidat                                                 | Votes                                                    | %                                                        |
|                                                          | Républicain                                              | Bill Johnson (sortant)                                   | 213 975                                                  | 70,7                                                     |
|                                                          | Démocrate                                                | Michael Lorentz                                          | 88 780                                                   | 29,3                                                     |
| Total des votes                                          | Total des votes                                          | Total des votes                                          | 302 755                                                  | 100 %                                                    |
|                                                          | Les Républicains conservent                              |                                                          |                                                          |                                                          |

### 2018
| Élection de 2018 du 6e district congressionnel de l'Ohio | Élection de 2018 du 6e district congressionnel de l'Ohio | Élection de 2018 du 6e district congressionnel de l'Ohio | Élection de 2018 du 6e district congressionnel de l'Ohio | Élection de 2018 du 6e district congressionnel de l'Ohio |
| -------------------------------------------------------- | -------------------------------------------------------- | -------------------------------------------------------- | -------------------------------------------------------- | -------------------------------------------------------- |
| Parti                                                    | Parti                                                    | Candidat                                                 | Votes                                                    | %                                                        |
|                                                          | Républicain                                              | Bill Johnson (sortant)                                   | 172 774                                                  | 69,3                                                     |
|                                                          | Démocrate                                                | Shawna Roberts                                           | 76 716                                                   | 30,7                                                     |
| Total des votes                                          | Total des votes                                          | Total des votes                                          | 249 490                                                  | 100 %                                                    |
|                                                          | Les Républicains conservent                              |                                                          |                                                          |                                                          |

### 2020
| Élection de 2020 du 6e district congressionnel de l'Ohio | Élection de 2020 du 6e district congressionnel de l'Ohio | Élection de 2020 du 6e district congressionnel de l'Ohio | Élection de 2020 du 6e district congressionnel de l'Ohio | Élection de 2020 du 6e district congressionnel de l'Ohio |
| -------------------------------------------------------- | -------------------------------------------------------- | -------------------------------------------------------- | -------------------------------------------------------- | -------------------------------------------------------- |
| Parti                                                    | Parti                                                    | Candidat                                                 | Votes                                                    | %                                                        |
|                                                          | Républicain                                              | Bill Johnson (sortant)                                   | 249 130                                                  | 74,4                                                     |
|                                                          | Démocrate                                                | Shawna Roberts                                           | 85 661                                                   | 25,6                                                     |
| Total des votes                                          | Total des votes                                          | Total des votes                                          | 334 791                                                  | 100 %                                                    |
|                                                          | Les Républicains conservent                              |                                                          |                                                          |                                                          |

### 2022
| Primaire Républicaine de 2022 du 6e district congressionnel de l'Ohio | Primaire Républicaine de 2022 du 6e district congressionnel de l'Ohio | Primaire Républicaine de 2022 du 6e district congressionnel de l'Ohio | Primaire Républicaine de 2022 du 6e district congressionnel de l'Ohio | Primaire Républicaine de 2022 du 6e district congressionnel de l'Ohio |
| --------------------------------------------------------------------- | --------------------------------------------------------------------- | --------------------------------------------------------------------- | --------------------------------------------------------------------- | --------------------------------------------------------------------- |
| Parti                                                                 | Parti                                                                 | Candidat                                                              | Votes                                                                 | %                                                                     |
|                                                                       | Républicain                                                           | Bill Johnson (sortant)                                                | 57 189                                                                | 77,3                                                                  |
|                                                                       | Républicain                                                           | John Anderson                                                         | 9 212                                                                 | 12,4                                                                  |
|                                                                       | Républicain                                                           | Michael Morgenstern                                                   | 4 926                                                                 | 6,7                                                                   |
|                                                                       | Républicain                                                           | Gregory Zelenitz                                                      | 2 632                                                                 | 3,6                                                                   |

| Primaire Démocrate de 2022 du 6e district congressionnel de l'Ohio | Primaire Démocrate de 2022 du 6e district congressionnel de l'Ohio | Primaire Démocrate de 2022 du 6e district congressionnel de l'Ohio | Primaire Démocrate de 2022 du 6e district congressionnel de l'Ohio | Primaire Démocrate de 2022 du 6e district congressionnel de l'Ohio |
| ------------------------------------------------------------------ | ------------------------------------------------------------------ | ------------------------------------------------------------------ | ------------------------------------------------------------------ | ------------------------------------------------------------------ |
| Parti                                                              | Parti                                                              | Candidat                                                           | Votes                                                              | %                                                                  |
|                                                                    | Démocrate                                                          | Lou Lyras                                                          | 8 607                                                              | 41,7                                                               |
|                                                                    | Démocrate                                                          | Eric Jones                                                         | 6 972                                                              | 33,8                                                               |
|                                                                    | Démocrate                                                          | Martin Alexander                                                   | 5 062                                                              | 24,5                                                               |

| Élection de 2022 du 6e district congressionnel de l'Ohio | Élection de 2022 du 6e district congressionnel de l'Ohio | Élection de 2022 du 6e district congressionnel de l'Ohio | Élection de 2022 du 6e district congressionnel de l'Ohio | Élection de 2022 du 6e district congressionnel de l'Ohio |
| -------------------------------------------------------- | -------------------------------------------------------- | -------------------------------------------------------- | -------------------------------------------------------- | -------------------------------------------------------- |
| Parti                                                    | Parti                                                    | Candidat                                                 | Votes                                                    | %                                                        |
|                                                          | Républicain                                              | Bill Johnson (sortant)                                   | 189 883                                                  | 67,7                                                     |
|                                                          | Démocrate                                                | Lou Lyras                                                | 90 500                                                   | 32,3                                                     |
| Total des votes                                          | Total des votes                                          | Total des votes                                          | 280 383                                                  | 100 %                                                    |
|                                                          | Les Républicains conservent                              |                                                          |                                                          |                                                          |

### 2024 (Spéciale)
| Primaire Républicaine Spéciale de 2024 du 6e district congressionnel de l'Ohio | Primaire Républicaine Spéciale de 2024 du 6e district congressionnel de l'Ohio | Primaire Républicaine Spéciale de 2024 du 6e district congressionnel de l'Ohio | Primaire Républicaine Spéciale de 2024 du 6e district congressionnel de l'Ohio | Primaire Républicaine Spéciale de 2024 du 6e district congressionnel de l'Ohio |
| ------------------------------------------------------------------------------ | ------------------------------------------------------------------------------ | ------------------------------------------------------------------------------ | ------------------------------------------------------------------------------ | ------------------------------------------------------------------------------ |
| Parti                                                                          | Parti                                                                          | Candidat                                                                       | Votes                                                                          | %                                                                              |
|                                                                                | Républicain                                                                    | Michael Rulli                                                                  | 57 189                                                                         | 77,3                                                                           |
|                                                                                | Républicain                                                                    | Reggie Stoltzfus                                                               | 9 212                                                                          | 12,4                                                                           |
|                                                                                | Républicain                                                                    | Rick Tsai                                                                      | 4 926                                                                          | 6,7                                                                            |

| Primaire Démocrate Spéciale de 2024 du 6e district congressionnel de l'Ohio | Primaire Démocrate Spéciale de 2024 du 6e district congressionnel de l'Ohio | Primaire Démocrate Spéciale de 2024 du 6e district congressionnel de l'Ohio | Primaire Démocrate Spéciale de 2024 du 6e district congressionnel de l'Ohio | Primaire Démocrate Spéciale de 2024 du 6e district congressionnel de l'Ohio |
| --------------------------------------------------------------------------- | --------------------------------------------------------------------------- | --------------------------------------------------------------------------- | --------------------------------------------------------------------------- | --------------------------------------------------------------------------- |
| Parti                                                                       | Parti                                                                       | Candidat                                                                    | Votes                                                                       | %                                                                           |
|                                                                             | Démocrate                                                                   | Michael Kripchak                                                            | 8 607                                                                       | 41,7                                                                        |
|                                                                             | Démocrate                                                                   | Rylan Finzer                                                                | 6 972                                                                       | 33,8                                                                        |

| Élection Spéciale de 2024 du 6e district congressionnel de l'Ohio | Élection Spéciale de 2024 du 6e district congressionnel de l'Ohio | Élection Spéciale de 2024 du 6e district congressionnel de l'Ohio | Élection Spéciale de 2024 du 6e district congressionnel de l'Ohio | Élection Spéciale de 2024 du 6e district congressionnel de l'Ohio |
| ----------------------------------------------------------------- | ----------------------------------------------------------------- | ----------------------------------------------------------------- | ----------------------------------------------------------------- | ----------------------------------------------------------------- |
| Parti                                                             | Parti                                                             | Candidat                                                          | Votes                                                             | %                                                                 |
|                                                                   | Républicain                                                       | Michael Rulli                                                     | 32 747                                                            | 54,6                                                              |
|                                                                   | Démocrate                                                         | Michael Kripchak                                                  | 27 173                                                            | 45,3                                                              |
|                                                                   | Write-In                                                          | Write-In                                                          | 12                                                                | 0,0                                                               |
| Total des votes                                                   | Total des votes                                                   | Total des votes                                                   | 59 932                                                            | 100 %                                                             |
|                                                                   | Les Républicains conservent                                       |                                                                   |                                                                   |                                                                   |

### 2024 (Régulière)
| Primaire Républicaine Régulière de 2024 du 6e district congressionnel de l'Ohio | Primaire Républicaine Régulière de 2024 du 6e district congressionnel de l'Ohio | Primaire Républicaine Régulière de 2024 du 6e district congressionnel de l'Ohio | Primaire Républicaine Régulière de 2024 du 6e district congressionnel de l'Ohio | Primaire Républicaine Régulière de 2024 du 6e district congressionnel de l'Ohio |
| ------------------------------------------------------------------------------- | ------------------------------------------------------------------------------- | ------------------------------------------------------------------------------- | ------------------------------------------------------------------------------- | ------------------------------------------------------------------------------- |
| Parti                                                                           | Parti                                                                           | Candidat                                                                        | Votes                                                                           | %                                                                               |
|                                                                                 | Républicain                                                                     | Michael Rulli (sortant)                                                         | 43 857                                                                          | 49,5                                                                            |
|                                                                                 | Républicain                                                                     | Reggie Stoltzfus                                                                | 36 033                                                                          | 40,7                                                                            |
|                                                                                 | Républicain                                                                     | Rick Tsai                                                                       | 8 641                                                                           | 9,8                                                                             |

| Primaire Démocrate Régulière de 2024 du 6e district congressionnel de l'Ohio | Primaire Démocrate Régulière de 2024 du 6e district congressionnel de l'Ohio | Primaire Démocrate Régulière de 2024 du 6e district congressionnel de l'Ohio | Primaire Démocrate Régulière de 2024 du 6e district congressionnel de l'Ohio | Primaire Démocrate Régulière de 2024 du 6e district congressionnel de l'Ohio |
| ---------------------------------------------------------------------------- | ---------------------------------------------------------------------------- | ---------------------------------------------------------------------------- | ---------------------------------------------------------------------------- | ---------------------------------------------------------------------------- |
| Parti                                                                        | Parti                                                                        | Candidat                                                                     | Votes                                                                        | %                                                                            |
|                                                                              | Démocrate                                                                    | Michael Kripchak                                                             | 20 632                                                                       | 66,3                                                                         |
|                                                                              | Démocrate                                                                    | Rylan Finzer                                                                 | 10 480                                                                       | 33,7                                                                         |

| Élection Régulière de 2024 du 6e district congressionnel de l'Ohio | Élection Régulière de 2024 du 6e district congressionnel de l'Ohio | Élection Régulière de 2024 du 6e district congressionnel de l'Ohio | Élection Régulière de 2024 du 6e district congressionnel de l'Ohio | Élection Régulière de 2024 du 6e district congressionnel de l'Ohio |
| ------------------------------------------------------------------ | ------------------------------------------------------------------ | ------------------------------------------------------------------ | ------------------------------------------------------------------ | ------------------------------------------------------------------ |
| Parti                                                              | Parti                                                              | Candidat                                                           | Votes                                                              | %                                                                  |
|                                                                    | Républicain                                                        | Michael Rulli (sortant)                                            | 245 860                                                            | 66,74                                                              |
|                                                                    | Démocrate                                                          | Michael Kripchak                                                   | 122 515                                                            | 33,26                                                              |
| Total des votes                                                    | Total des votes                                                    | Total des votes                                                    | 368 375                                                            | 100 %                                                              |
|                                                                    | Les Républicains conservent                                        |                                                                    |                                                                    |                                                                    |